# Lave (schip, 1855)

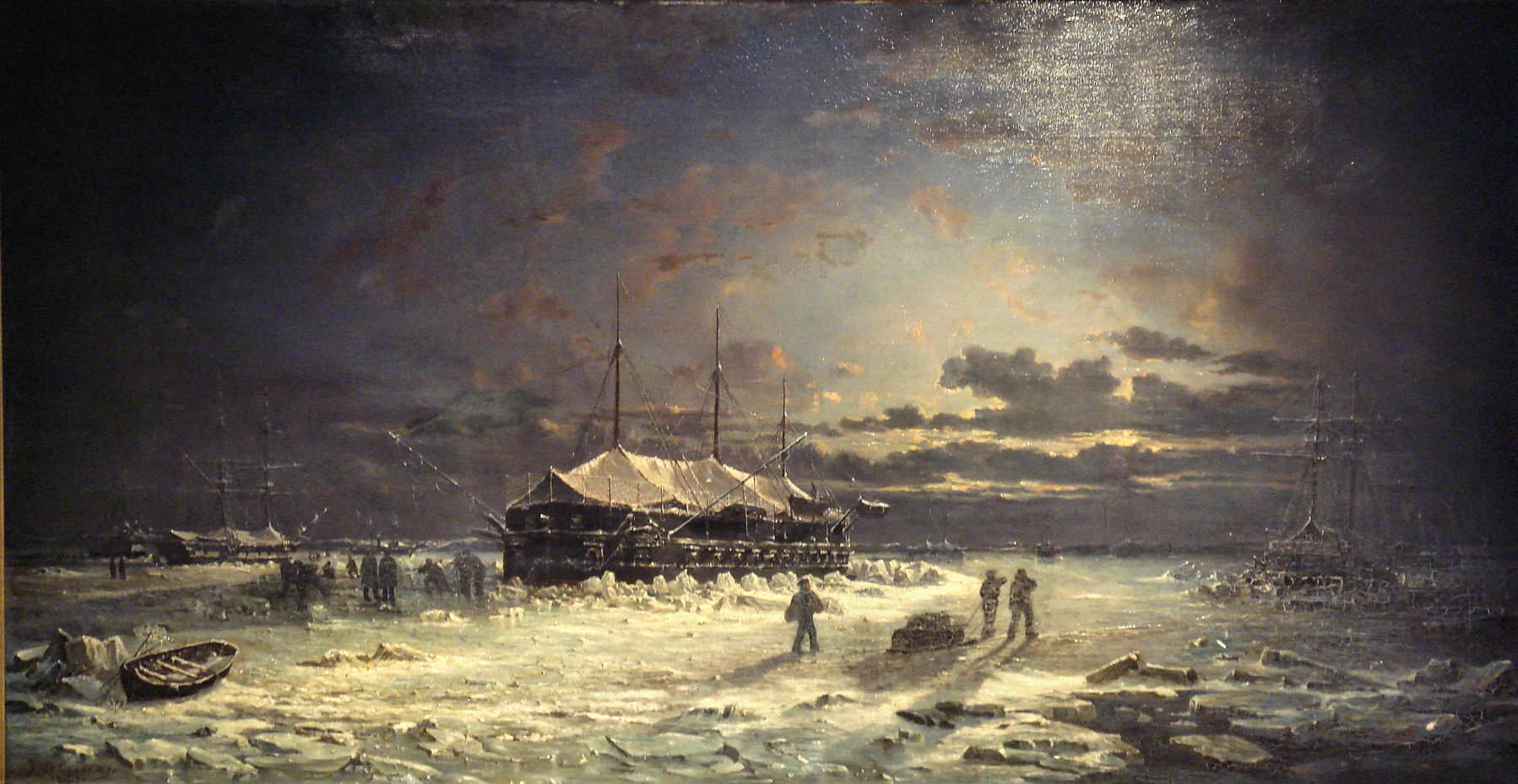
Lave overwintert in het ijs tijdens de Krimoorlog

De Lave was een drijvende batterij waarvan de houten romp met ijzeren platen was verstevigd om beter weerstand te bieden tegen vijandig vuur. Ze maakte deel uit van de Dévastation-klasse die in totaal uit vier schepen bestond. Lave speelde een belangrijke rol bij het uitschakelen van Russische forten tijdens de Krimoorlog in de slag bij Kinburn.

## Beschrijving
De schepen hadden een plompe vorm en de vaarkwaliteiten waren slecht. De houten romp bestond uit eikenhout van ruim 40 centimeter dik. Hier overheen waren ijzeren platen bevestigd van 11 cm. De pantserplaten liepen van de waterlijn tot het dek.
Het schip kreeg naast de zeilen ook een stoommachine met een vermogen van circa 150 pk. Deze dreef een schroef aan en gaf het een maximale snelheid van 4 knopen. De stoommachine was vooral om het schip in positie te brengen. Dit was geschikt voor het afleggen van korte afstanden maar de schepen werden gesleept van de Franse havens naar de Zwarte Zee.

## Inzet
Tijdens de Krimoorlog werden drie drijvende batterijen ingezet. De Lave en twee zusterschepen bracht tijdens het slag bij Kinburn in vier uur de Russische forten tot zwijgen. In deze forten stonden 81 kanonnen en mortieren opgesteld. Tijdens de slag, die duurde van half tien tot het middaguur, vuurden de Franse schepen 3.177 keer en vernietigden de forten. De schepen werden regelmatig geraakt, de Dévastation 67 keer en de Tonnante 66 keer, maar het pantser werd geen enkele keer doorboord. Er vielen op de Franse schepen slechts twee doden en 24 gewonden, waarmee de waarde van het pantser was bewezen.

## Zusterschepen
De Franse marine wilde tien van deze schepen bestellen, maar het werden er vijf. Vier exemplaren zijn gebouwd, naast de Lave waren dit Dévastation, Tonnante en Foudroyante. Van alle vier werd de kiel gelegd in 1854 en ze werden allemaal een jaar later tewatergelaten en in dienst genomen.

## Trivia
De vaareigenschappen van deze scheepsklasse was onvoldoende. Met de opvolger La Gloire werd dit probleem deels opgelost.